# روكي نيلسون
روكي نيلسون (بالإنجليزية: Rocky Nelson)‏ هو لاعب كرة قاعدة أمريكي، ولد في 18 نوفمبر 1924 في بورتسموث في الولايات المتحدة، وتوفي بنفس المكان في 31 أكتوبر 2006.

## وصلات خارجية
- روكي نيلسون على موقعبيزبول رفرنس.كوم (الدوري الرئيسي) (الإنجليزية)
- روكي نيلسون على موقعبيزبول رفرنس.كوم (الدوري الثانوي) (الإنجليزية)
- روكي نيلسون على موقع جمعية أبحاث البيسبول الأمريكية (الإنجليزية)